# Newe Ziw
Newe Ziw (hebr. נווה זיו) – wieś komunalna położona w Samorządzie Regionu Ma’ale Josef, w Dystrykcie Północnym, w Izraelu.

## Położenie
Newe Ziw jest położona na wysokości 212 metrów n.p.m. na zachodnim skraju Górnej Galilei. Leży na zboczach niewielkiego wzgórza Giwat Sza’al, które jest od północy ograniczone wadi strumienia Sza’al, a od południa wadi strumienia Nachal Gaton. Strumienie spływają w kierunku zachodnim do wzgórz Zachodniej Galilei, i dalej na równinę przybrzeżną Izraela. Okoliczne wzgórza są zalesione. W otoczeniu wsi Newe Ziw znajdują się miejscowości Mi’ilja i Szelomi, kibuce Gaton, Kabri, Geszer ha-Ziw i Maccuwa, moszawy Manot, Goren, Me’ona, En Ja’akow, Amka, Ben Ammi, Liman, Becet i Awdon, wsie komunalne Micpe Hilla i Kelil, oraz arabska wieś Szajch Dannun.

### Podział administracyjny
Newe Ziw jest położona w Samorządzie Regionu Ma’ale Josef, w Poddystrykcie Akka, w Dystrykcie Północnym Izraela.

## Demografia
Stałymi mieszkańcami wsi są wyłącznie Żydzi. Tutejsza populacja jest świecka:

Źródło danych: Central Bureau of Statistics.

## Historia
Wieś została założona w 1998 roku przy wsparciu Agencji Żydowskiej. Została nazwana na cześć żydowskiego filantropa z Wielkiej Brytanii, Lorda Ziva. Istnieją plany dalszej rozbudowy wsi.

## Edukacja
Wieś utrzymuje przedszkole. Starsze dzieci są dowożone do szkoły podstawowej w moszawie Me’ona, lub szkoły średniej przy kibucu Kabri.

## Kultura i sport
We wsi znajduje się ośrodek kultury z biblioteką. Z obiektów sportowych basen pływacki, sala sportowa z siłownią, boisko do koszykówki oraz korty tenisowe.

## Infrastruktura
We wsi jest sklep wielobranżowy, synagoga oraz warsztat mechaniczny.

## Gospodarka
Większość mieszkańców dojeżdża do pracy w pobliskich strefach przemysłowych. Tylko nieliczni utrzymują się z usług i obsługi ruchu turystycznego.

## Transport
Z wsi wyjeżdża się lokalną drogą na południe na drogę ekspresową nr 89, którą jadąc na wschód dojeżdża się do miejscowości Mi’ilja i moszawu Me’ona, lub jadąc na zachód dojeżdża się do skrzyżowania z drogą 8833 (prowadzi na południowy wschód do kibuców Gaton i Jechi’am, oraz moszawu En Ja’akow), lub dalej do skrzyżowania z drogą nr 70 przy kibucu Kabri.